# Англійський ключ

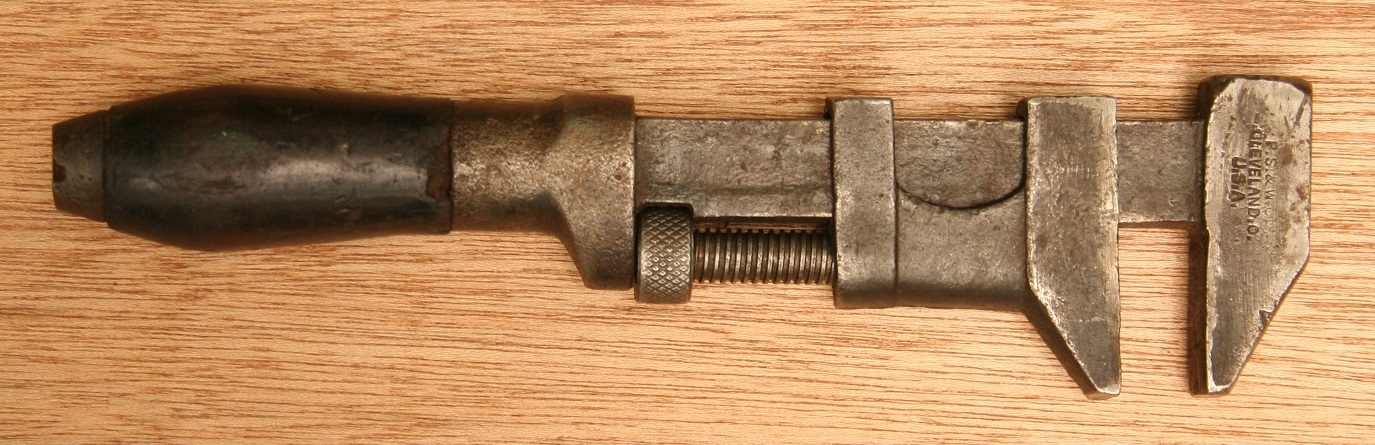
Англійський ключ (американський варіант Коуза)

Англійський ключ (нім. Engländer), також ключ монкі (англ. monkey wrench) — гайковий ключ, один з ранніх видів розвідних ключів. Має форму молотка з прямим і скошеним бойками, нижня губка може переміщатися за допомогою гвинта. Верхня губка досить масивна, що уможливлює використовувати його як молоток. Зараз англійський ключ витіснений легшим шведським ключем з черв'ячним механізмом, тільки іноді використовується для грубих робіт.

## Історія

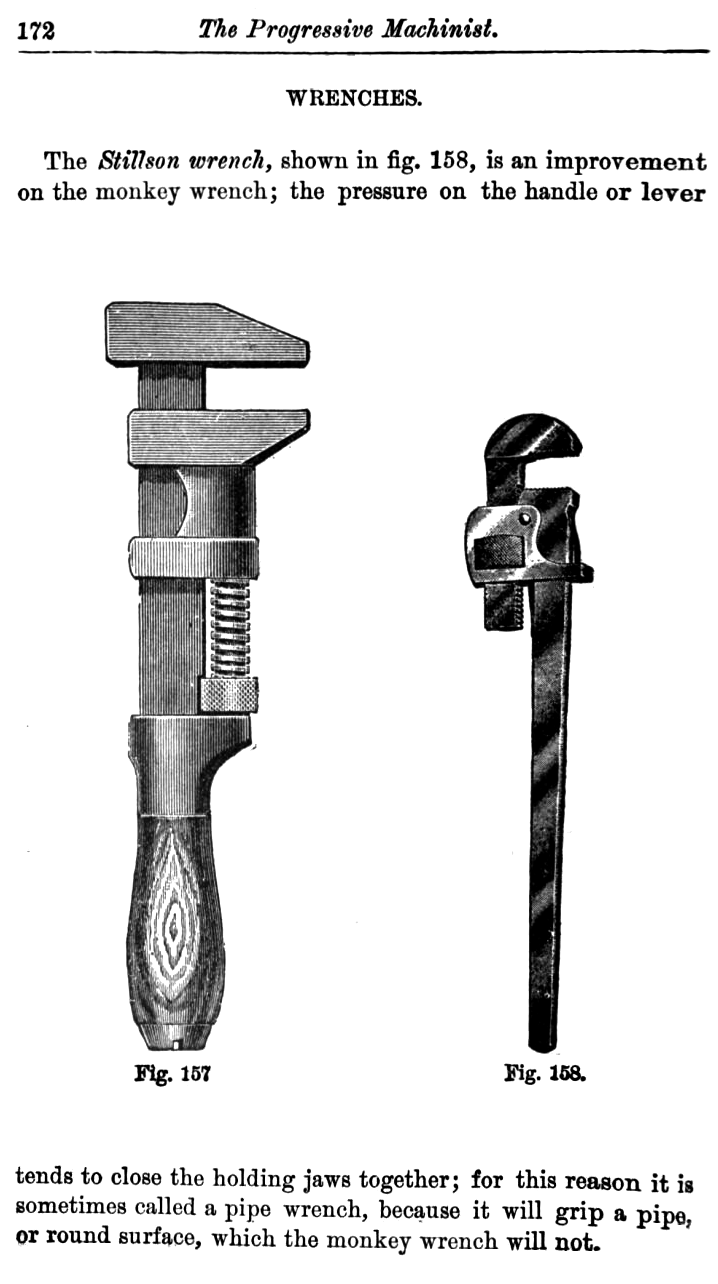
Англійський ключ і ключ Стіллсона

Появу розвідного ключа з гвинтом відносять до першої половини XIX ст., а винахідниками вважають інженерів Річарда Кліберна і Едвіна Баддінга.
Регульовані ключі для гайок нестандартних розмірів вироблялись в Англії і увозились у Північну Америку наприкінці XVIII — початку XIX століть. Регулювання зіва здійснювалось чи пересуванням клина, чи, пізніше, обертанням ручки, яка повертала гвинт, зводячи або розводячи губки (конструкція Кліберна і Баддінга). 1840 року Лорінг Коуз (Loring Coes), виробник ножів у Вустері, Массачусетс, винайшов конструкцію ключа з гвинтовим механізмом, де ширина зіва регулювалася обертовим кільцем, закріпленим під пересувною нижньою губкою, над ручкою. Конструкція була запатентована в 1841 році, і ключі стали рекламуватися і продаватися під назвою monkey wrench («мавпячий ключ») — так доти називались і ключі англійського виробництва з обертовою ручкою.

## Хибні версії походження англійської назви
У всеможливих публікаціях кочує історія такого змісту:
Винахідником ключа монкі є Чарльз Монкі (Charles Moncky), хто продав свій патент за 5000 дол. і купив будинок в Вільямсберзі, округ Кінгс, де і живе зараз
Хоча цю історію спростувало історичне і патентне розслідування наприкінці XIX ст., схоже, вигаданий винахідник мав реального прототипа. У районі Вільямсберг у Брукліні в 1880-х насправді жив дехто Чарльз Монк (Charles Monk, не «Монкі»), який робив і продавав формувальний інструмент. До слюсарного інструменту, такого як ключі, він не мав стосунку. Ключ не могли назвати на його честь ще й тому, що Монк народився вже після першої друкованої появи терміна.
У 2015 році в соцмедіа шляхом вірусного маркетингу оберталось зображення з інформацією, що цей ключ винайшов і запатентував американський чорношкірий боксер Джек Джонсон, а назва monkey дана за образливим прізвиськом негрів («мавпи»). Джонсон і справді отримав патент на один ключ, але він стосувався поліпшень іншого ключа, а не ключа монкі. Патент, виданий Джонсону, датований 18 квітня 1922 року, його американський номер 1 413 121.

## Схожі конструкції ключів
- Від англійського ключа треба відрізняти французький ключ — він має симетричну Т-подібну форму і обертове руків'я.
- Деяку схожість з англійським ключем має і ключ Стіллсона — тип трубного ключа з однією ручкою.